# Sławomir Rafałowicz
Sławomir Rafałowicz (ur. 19 czerwca 1971) – polski piłkarz i trener piłkarski.
Wychowanek Orzeł Biały Wałcz. W latach 1990–1996 (z epizodem w Amice Wronki w sezonie 1994/1995, z którą wywalczył awans do I ligi) związany z Pogonią Szczecin. Grał także przez rundę wiosenną sezonu 1996/97 w Stali Rzeszów, a następnie w Stali Stocznia Szczecin oraz Odrze Szczecin.
W I lidze wystąpił ogółem w 30 meczach (wszystkie w barwach Pogoni) i zdobył 3 bramki.
Po zakończeniu w 2000 r. kariery piłkarskiej pełnił różne funkcje w szczecińskiej Pogoni – był opiekunem juniorów, szkoleniowcem trampkarzy, trenerem rezerw. W sezonie 2002/03 (do 29 lipca 2003; zastąpiony przez Wojciecha Tomasiewicza) i od 12 sierpnia 2005 do stycznia 2006 pełnił funkcję trenera zespołu Arkonii Szczecin. Zastąpiony przez Henryka Wawrowskiego. W rundzie jesiennej sezonu 2007/2008 pracował ponownie w Pogoni, jako asystent trenera Marcina Kaczmarka. Po zakończeniu rundy obaj zostali zwolnieni z morskiego klubu.
W trakcie kariery trenerskiej trenował też młodzież w Zespole Szkół Łączności oraz w Licealnym Centrum Kształcenia Piłkarskiego trenując rocznik 1992 przy ul. Hożej 3 w Szczecinie. Od sierpnia 2010 ponownie pełnił funkcję asystenta trenera szczecińskiej Pogoni. Od roku 2011 został trenerem Pogoni II Szczecin.
Od początku sezonu 2016/17 pełni obowiązki II trenera ekstraklasowej Wisły Płock asystując Marcinowi Kaczmarkowi.
Obecnie jest analitykiem w I zespole Pogoni Szczecin.